# Besix
Besix Group er en belgisk multinational byggekoncern med hovedkvarter i Bruxelles.  I 2020 havde Besix en omsætning på 3,8 mia. USD og ca. 12.000 ansatte. Besix er 50 % ejet af belgiere og 50 % ejet af egyptiske Orascom.